# Aluminiumacetat
Aluminiumacetat, Al(CH3COO)3, äldre namn "ättiksyrad lerjord", är ett salt av aluminium och ättiksyra. Det säljs i form av lösningar med olika sammansättning och renhetsgrad.
I färgerier och tygtryckerier användes det under namn som rödbets och är då i form av en gulaktigt brun vätska. Denna erhålles genom lösning av aluminiumhydroxid i ättiksyra eller genom sönderdelning av tekniskt kaliumacetat med aluminiumsulfat. I regel användes emellertid en lösning av basiskt aluminiumacetat, som är mera hållbar och kan erhållas till exempel genom tillsats av soda till ovannämnda lösning.
En lösning av dubbelsaltet aluminiumacetosulfat, framställt genom en blandning av aluminiumsulfat, soda och blyacetat, kan användas som betmedel.
Aluminiumacetat kan också användas för impregnering av textilier för att göra dessa vattentäta och eldfasta och slutligen för limning av papper.
Rent basiskt aluminiumacetat kan användas inom medicinen, huvudsakligen som hudvårdsmedel under namnet Lenicet.
Aluminiumacetat ingår, tillsammans med aluminiumacetotartrat och ättiksyra, i Burows lösning och används som profylax och behandling av extern otit. Burows lösning säljs under varunamnet Otinova.